# Glossosoma uogalanum
Glossosoma uogalanum là một loài Trichoptera trong họ Glossosomatidae. Chúng phân bố ở miền Cổ bắc.